# Half-Life: Opposing Force
Half Life: Opposing Force es un videojuego de acción en primera persona creado por Gearbox Software, y es una de las pocas expansiones oficiales que siguen la línea argumental del juego Half-Life. Si se presta atención a Half-Life y a Opposing Force, este último se podría considerar un spin-off del primero. Además se puede considerar que al igual que en Half-Life: Blue Shift, se desarrolla durante las aventuras que experimenta el protagonista de la saga Gordon Freeman, e incluso se pueden visitar zonas vistas o visitadas por Gordon Freeman. Tu objetivo principal es escapar de Black Mesa con otros marines enfrentándote con nuevos alienígenas denominados por los científicos como "Raza X" (este nombre se debe a que ni siquiera los científicos de Black Mesa habían visto a esta raza).

## Modo Un Jugador
En este título encarnaremos al Cabo Shephard, miembro del Cuerpo de Marines de los Estados Unidos en la unidad conocida como HECU (Hazardous Environment Combat Unit) con el objetivo de eliminar a todos los Xenianos (Aliens) que se crucen en su camino, eliminar a todas las personas para "silenciar" lo que pasó en Black Mesa, (por orden del gobierno) y como principal objetivo, matar a Gordon Freeman, quien en defensa propia ha matado a los soldados que se han cruzado en su camino.
El cabo Adrian Shephard dispondrá de un nuevo arsenal de armas para capturar a Gordon Freeman, y de igual manera que este, será observado por una misteriosa figura llamada G-Man.

### Historia
En el Half-Life original, una “cascada de resonancia” abre una grieta dimensional, que hace que extraterrestres de Xen se teletransporten en Black Mesa. 
Los científicos y los guardias de seguridad que sobreviven luchan para escaparse. Respondiendo rápidamente, los militares de Estados Unidos inician una operación masiva de “limpieza” para suprimir la presencia extraterrestre en el Black Mesa así como “silenciar” cualquier testigo. Cuando el juego comienza, Shephard es parte de esta operación. Después de que su avión de transporte sea derribado y que el resto de su unidad muera, se aborta la misión de “limpieza” y Shephard reúne fuerzas con los supervivientes dispersados que buscan escape. 
En su camino se encontrará con una hasta ahora desconocida raza, la "Raza X". Una raza hostil tanto a los humanos como a algunos tipos de Xenianos.
Mientras que la batalla comienza a favorecer al ejército extraterrestre, Shephard observa que las fuerzas militares han ordenado salir de allí. Las fuerzas de los Black Ops (vistos vagamente en el primer juego) están actuando independientemente de los infantes de marina; siendo enemigos tanto de HECU como de Black Mesa y los Xenianos; tratan de controlar la situación; pero esto claramente no es posible, y deciden hacer detonar Black Mesa con una bomba termonuclear. Shephard desactiva la bomba pero ve más adelante a G-Man que la reactiva. 
Luego de que el protagonista Adrian Shephard logra vencer al extraterrestre proveniente de la "Raza X", éste es teletransportado a un avión (Osprey) similar al cual viajaba Adrian junto con otros cabos al principio, donde también se encuentra G-Man y le explica que debe dejarlo detenido en un lugar donde él no pueda revelar nada de lo ocurrido en los Laboratorios de Black Mesa.

### Capítulos
- 0 - Introducción:

Si bien no es un capítulo en sí; es interesante resaltar algunos acontecimientos. Se puede ver que el gobierno no informó nada a los soldados, solo les dio una orden, ya que uno de los soldados en el Osprey da la hipótesis de que no era una misión, supone que es un entrenamiento, ya que a varios soldados no les habían entregado armamento suficiente o directamente nulo (como es el caso de Shephard). Otro dato es que el avión cae no muy lejos de una parte de Black Mesa visitada por Freeman, en un borde de una montaña (donde Freeman derribó un helicóptero), en una especie de estacionamiento o helipuerto de Black Mesa. También, luego del fatal accidente de avión, los soldados están totalmente desconcertados, ya que no logran hacer ni implementar tácticas, como cubrirse (maniobra que en general sí realizan). Esto se ve cuando un médico HECU intenta salvar a Shephard, o curarlo (lográndolo), pero no lo termina de ayudar ya que un compañero aturdido justamente no implementa esta maniobra y cae malherido/muerto, entonces este intenta ayudarlo, posiblemente muriendo por los Xenianos atacantes de la zona.
- 1 - Bienvenidos a Black Mesa:

Shephard despierta en una enfermería, no demasiado lejos del sitio del choque, en la enfermería un científico le relata brevemente lo que pasó en su tiempo que paso inconsciente. Sale de la enfermería viendo que los extraterrestres habían matado a los otros Infantes de Marina que habían sobrevivido al desplome. Escapa rápidamente de allí y se entera, vía radio, que los militares se retiran de las instalaciones.
- 2 - Nos marchamos:

Shephard va hacia su punto asignado de trabajo, y tiene un primer contacto visual con la misteriosa raza X, que parece recoger a seres humanos para su estudio en su mundo. Shephard alcanza el punto de extracción, pero debido a G-Man, no puede subir a los helicópteros.
- 3 - Desaparecido en acción:

Shephard continúa en Black Mesa, intentando encontrar otra salida después de ser abandonado en el punto de extracción. Tras viajar a través de un alto horno infestado de zombis, Shephard ayuda a varios Infantes de Marina de su compañía que también se han quedado atrás y juntos intentan escapar de la explosión.
- 4 - Fuego aliado:

Después de luchar a través de un conjunto de oficinas llenas de Xenianos, Shephard llega a un hangar en donde dos Comandos Negros arman una ojiva nuclear y la cargan en un camión. Cuando descubren a Shephard, éste se ve obligado a matarles en autodefensa. Más tarde deduce que han enviado a los Comandos Negros para matar a los Infantes de Marina restantes y a la cubierta de HECU acerca del incidente de Black Mesa, e intentar silenciar por fin al equipo de Black Mesa. Shephard se reúne con otros Infantes de Marina que han sobrevivido y lucha contra los Comandos Negros, alcanzando finalmente un sistema de ferrocarril subterráneo que conduce al Complejo Lambda.
- 5 - No estamos solos:

Shephard llega al Complejo Lambda justo a tiempo para ver a Gordon Freeman teletransportándose a Xen. Shephard también se ve obligado a viajar a Xen para encontrar una salida del Complejo Lambda.
- 6 - Profundidad total:

Shephard llega a través del portal a un complejo de los laboratorios subacuáticos en donde se están estudiando varios Ichthyosaurus. Después de atravesar los laboratorios, Shephard se ve obligado de nuevo a teletransportarse a Xen para alcanzar una nueva parte de Black Mesa.
- 7 - Realidad alternativa:

Shephard lucha a través de una parte de Black Mesa que tiene unos terrarios masivos, usados para contener la fauna de Xen que era estudiada por los científicos. Eventualmente llega a una vieja área industrial, y recibe una transmisión de radio de un grupo de Infantes de Marina que luchan contra una clase de criatura de proporciones masivas.
- 8 - Agujero de gusano:

Shephard llega a un área de almacenamiento de desechos de Black Mesa, donde un gusano enorme está bloqueando su camino. Trabajando a su manera con los alrededores (con los cadáveres de los Infantes de Marina que enviaron la señal de socorro en el capítulo anterior), Shephard descarga la basura tóxica en el gusano, matándolo y dejándole libre el camino al área siguiente (las alcantarillas del Black Mesa). 
- 9 - Foxtrot Uniform:

Acompañado por varios Infantes de Marina, Shephard sale a la superficie de Black Mesa (una especie de almacén de explosivos, es de resaltar la coordinación de este capítulo, ya que con tan solo dar un disparo en falso o chocar con una mina láser, el lugar entero explotaría), controlada por las fuerzas de los Comando Negros, incluyendo varios francotiradores. Atraviesa los canales y las alcantarillas subterráneas de Black Mesa (momento en que por una causa desconocida explota el almacén de la superficie), luchando con Voltigores, y llega a la presa hidroeléctrica vista en el primer juego. Un Gargantua se ha apostado en lo alto de la presa y varios Infantes de Marina están intentando darle muerte. Shephard utiliza los explosivos para destruir a la criatura.
- 10 - El paquete:

Shephard lucha a su manera a través de las áreas superficiales, haciendo frente a los Comandos Negros. Llega a un garaje subterráneo a donde han llevado la ojiva nuclear, al parecer con la intención de destruir Black Mesa. Shephard acaba con los Comandos y desactiva la ojiva nuclear, pero ve más adelante a G-Man reactivarla.
- 11 - Colisión de mundos:

Después de atravesar los almacenes llenos de criaturas y Comandos Negros, Shephard llega una vieja área industrial de Black Mesa donde un gusano enorme llega a través de un portal de Xen. Shephard utiliza todo lo que tiene y lo mata; luego un portal enorme de teletransportación se separa hacia fuera y lo envuelve. 
- 12 - Conclusión

Shephard recupera el sentido dentro de un V-22 Osprey, con G-Man. Mientras G-Man habla con él, un flash blanco ocurre en la distancia, indicando que Black Mesa ha sido destruida por la ojiva nuclear. G-Man entonces informa a Shephard que lo retendrá “en un lugar en donde no puede hacer ningún daño y tampoco pueden dañarle", al tiempo que el helicóptero parece estar flotando en el espacio. G-Man camina a un portal, y el juego termina.

## Arsenal
En esta expansión, Adrian Shephard dispone de un arsenal mejorado, aquí se muestra todas las armas que puede disponer en el juego: 
- Palanca: es el arma más básica, aunque aquí no se consigue. Esta arma también está en Half-Life.

- Llave Stillson: esta arma es muy potente, pero lenta, es la primera arma en conseguirse. Con el botón secundario reúne fuerza y golpea más fuerte dependiendo del tiempo que se contiene.

- Cuchillo: arma básica, útil en cuerpo a cuerpo; no tiene ataque secundario pero es muy rápida.

- Barnacle: Son los parásitos xenianos que se pegan a los techos a la espera de algo que pase abajo de ellos para comerlo. Lo encuentras tirado al lado de un mostrador roto. Su función es llevarte a sitios normalmente inaccesibles (sólo con paredes y techos orgánicos o plantas de esporas). También es usada contra enemigos, teniendo una desventaja, ya que el personaje deberá acercarse para mordisquear al enemigo, pero posee una gran potencia de ataque. Su ataque secundario se puede usar una vez que el Barnacle se ha pegado, y permite que el jugador descienda más lentamente y sin hacerse daño.

### Grupo II: Armas ligeras
- Glock 17: Una pistola de calibre 9 mm muy precisa, incluso a grandes distancias. Con la acción secundaria se puede disparar más rápido, pero de forma muy imprecisa. En el pack de modelos de alta definición, la Glock es reemplazada por una Beretta del mismo calibre.

- Desert Eagle: Arma muy efectiva, incluye un puntero láser para apuntar desde lejos y lleva 7 balas .357 Magnum. El puntero láser aumenta increíblemente la precisión del arma, aunque su retroceso y munición la hacen un arma ideal para enfrentar enemigos solitarios desde lejos.

### Grupo III: Armas medianas
- HK MP5 con M203: Un subfusil (equipado con lanzagranadas) muy útil contra ciertas amenazas, pero es impreciso a larga distancia. Con la acción secundaria se dispara el lanzagranadas. Lleva hasta 50 balas en un cargador, y hasta 10 granadas en total. En el pack de modelos de alta definición, el MP5 es reemplazado por la M4A1.

- SPAS-12: Una escopeta muy poderosa a corta distancia e imprecisa a larga distancia. Con la acción secundaria se disparan dos cartuchos, pero tarda más en recargar. En el pack de modelos de alta definición tiene más detalles.

- Ballesta: Es una poderosa arma a media distancia, con la acción secundaria se activa la mira para larga distancia pero tarda en recargar

### Grupo IV: Armas pesadas

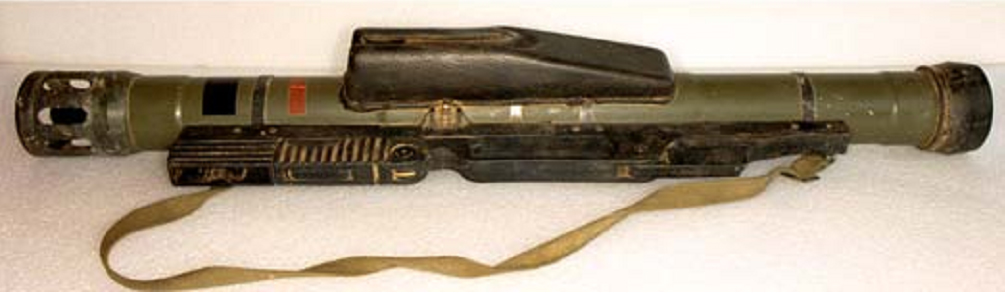
Lanzamisiles del juego, equipado con designador láser.

- Lanzamisiles: Un poderoso lanzamisiles que produce una demoledora explosión. Su desventaja es que tan solo se pueden llevar 6 misiles. Con la acción secundaria se puede activar o desactivar el designador láser para dirigir al misil.

- Cañón Gauss o Cañón Tau (Solo Multijugador): Una poderosa arma que usa baterías nucleares. Puede llevar hasta 100, pero la desventaja es que se gasta rápidamente. Dado que no se usa por cargas, no es necesario cargarla. Con la acción secundaria se puede reunir más energía para disparar un rayo más dañino, pero si se carga demasiado puede dañar al personaje. Este disparo secundario puede ser utilizado para incrementar la altura del salto debido a su retroceso, el método es similar a un "rocket jump".

- Cañón de gluones (solo multijugador): El cañón de gluones (o arma experimental one) es un tipo de arma experimental que dispara un haz azul que gira como espiral contra un objetivo de forma similar a un vortex (o agujero de gusano). Este haz de luz causa un gran daño al enemigo.

- Destructor grunt: Es el arma que llevan los grunt. Tiene un total de 8 avispas que se regeneran cuando se gastan. Con la acción secundaria se dispara más rápido, pero no siguen a los enemigos.

### Grupo V: Explosivos
- Granada Mk 2: Granadas de fragmentación de las cuales se pueden llevar hasta 10. Cuanto más se demora el lanzamiento de una granada, tardará menos en explotar, incluso llegando a explotarle en la mano al propio jugador.

- C4: Los clásicos explosivos plásticos C-4. Su explosión es devastadora, pero solo se pueden llevar 5. Con la acción secundaria se pueden tirar más de un C4. Esto permite crear perfectas emboscadas para reducir a los enemigos con el detonador por control remoto.

- Minas Láser: Son dispositivos explosivos especialmente hechos para la HECU. Estas minas láser son las que poseen la explosión más destructiva, pero solo se pueden llevar 5. Se pueden plantar en cualquier superficie plana (suelo, pared y techo) y activan un haz láser que, al ser atravesado, detona el dispositivo.

- Snark: Son unos insectos xenianos que, si no encuentran algo a que atacar, se regresan para atacar al que los lanzó y después de un rato explotan. Sólo se pueden llevar 15.

### Grupo VI: Armas de apoyo
- Ametralladora ligera M249: esta ametralladora ligera es muy fuerte, ya que mata rápidamente a los Pit Drone, Zombis y Comandos Negros. Lleva 200 balas en cuatro cintas de 50. Su desventaja es que se tarda un tiempo moderado en recargar.

- Cañón teletransportador: usa las mismas baterías que el Gauss y el cañón de gluones, con el disparo primario lanza una bola de energía que teletransporta a los objetivos a un punto desconocido, y que consume 20 puntos de energía; con el disparo secundario teletransporta al jugador a ciertos sitios gastando 60 puntos. Debido a su forma primaria de actuar, esta arma es muy semejante al BFG 9000 de la serie Doom

- Fusil de francotirador M40A1: el fusil de francotirador es excelente contra los francotiradores de los Comandos Negros y los Shock Troopers (a largas distancias). Lleva 5 balas por cargador y 15 de repuesto.

### Grupo VII: Armas de la Raza X
- Lanza-esporas: esta especie de salamandra ayuda al jugador si este la alimenta con ciertas esferas ácidas que se extraen de las plantas de esporas. Con el disparo primario lanza la bola ácida directamente y con el disparo secundario la lanza rebotando con las paredes hasta explotar. Curiosamente, el Lanza-Esporas es un Shock Trooper, pero en estado de "larva", y parece tenerle cierto afecto a Shepard.

- Fusil de electrochoque: criatura con forma de hormiga grande, lanza un disparo eléctrico no muy potente pero se recarga automáticamente. Lleva 10 disparos eléctricos. El jugador la obtiene al matar a un Shock Trooper. Posteriormente, al matar a más Shock Troopers, la criatura atacará como un headcrab a Shepard (Aunque solo por un periodo corto de tiempo)

## Banda sonora
La banda sonora de Opposing Force, ha sido creada por Chris Jensen. La misma banda sonora fue utilizada en la versión de Estados Unidos de Blue shift.
| - 1. "The Beginning " - 02:03 - 2. "Lost in Thought" - 01:19 - 3. "Danger Rises" - 01:11 - 4. "Soothing Antagonist" - 01:25 - 5. "Run" - 00:51 - 6. "Open the Valve" - 01:22 - 7. "Tunnel" - 01:24 - 8. "Chamber" - 01:32 - 9. "Maze" - 00:57 - 10. "Alien Forces" - 01:14 | - 11. "Scientific Proof" - 00:15 - 12. "Planet" - 01:30 - 13. "Orbit" - 00:46 - 14. "Name" - 01:50 - 15. "Listen" - 00:15 - 16. "Fright" - 00:06 / 01:02 (See note) - 17. "Storm" - 01:36 - 18. "Trample" - 01:16 - 19. "Bust" - 01:47 |

## Curiosidades
- En el nivel "Fuego amigo" se puede encontrar una oficina con una gran foto de Gordon Freeman, siendo el empleado del mes. (Aunque según la historia Freeman no llevaba trabajando más de dos semanas en Black Mesa)

- Cuando entras en Xen, encuentras un hombre muerto llamado Helmet vestido con el traje H.E.V. Solo se encuentra en el modo multijugador que es uno de los tres trajes.

- En el final del juego G-Man pronuncia la siguiente frase "Admito que me fascinan aquellos que sobreviven a todos los males, (risas)... ...Me recuerdan a mi mismo..."

- Al inicio de "No estamos solos", antes de entrar a la puerta blindada y ver a Gordon Freeman teletransportarse, hay 2 rejillas dispara 25 veces a una de las 2 y caerá un Chumtoad de la rejilla.

- En el nivel "No estamos solos" puedes correr tras Freeman y saltar con el al portal llevándolos a Xen, pero cayendo al vacío. Si activas la consola y pones noclip, podrás volar. Y si el jugador lo desea, asesinar a Gordon Freeman, pero ya no podrá continuar con la historia a menos que cargue el último punto de control o el último punto de juego guardado.

- En el nivel "No estamos solos" cuando estas en Xen, si usas la acción secundaria del cañón teletransportador, Aparecerás en la pista de entrenamiento de Half-Life.
- En el nivel "Profundidad total" en una parte determinada del nivel si usas la acción secundaria del cañón teletransportador, aparecerás en una especia de pozo en xen, donde encontraras a un modelo parecido al de  Gina Cross (Personaje principal de Half Life Decay)
- Si analizamos la cronología, Opposing Force es la última expansión en terminar, incluso su historia termina después de Half Life 1 debido a que en el capítulo "No estamos solos", vemos a Freeman teletransportandose a Xen, en Half Life 1 esto ocurre casi al final del juego y cuando vemos esto en Opposing Force ni siquiera vamos por la mitad del juego.

### Operation Black Mesa
Está en desarrollo un mod llamado Operation Black Mesa que es un remake completo de Opposing Force. Su lanzamiento estaba planeado para inicios de 2014, pero al parecer se retrasó, dejando su lanzamiento sin fecha definida, aunque actualmente el mod sigue en desarrollo, revelando su página en Steam el 25 de diciembre de 2021.